# وايرد
مجلة وايرد (بالإنجليزية: Wired)‏ هي مجلة أمريكية تأسست عام 1993، تهتم بالتجارة والأعمال والتقنية والحياة اليومية والاجتماعية. صدر العدد الأول منها في يناير 1993. يقع مقرها في سان فرانسيسكو. تصدر المجلة كل شهر. وهي باللغة الإنجليزية. تباع منها 853823 نسخة.

## وصلات خارجية
- الموقع الرسمي
- وايرد على موقع الموسوعة البريطانية (الإنجليزية)